# Mark Letheren
Mark Letheren (Chelmsford, 1971) is een Engelse acteur.

## Biografie
Letheren werd geboren in Chelmsford, maar verhuisde met zijn familie in 1975 naar Sussex. Hij volgde les aan het Ardingly College in West Sussex en vervolgde zijn studies aan de Guildhall School of Music and Drama in Londen.
Zijn eerste grote rol was in de film Restoration in 1995. Hij verscheen in vele Britse soaps en dramareeksen, waaronder Wire In The Blood, The Bill, Silent Witness, Casualty, Holby City, Waking The Dead, Heartbeat en A Touch of Frost.
Letheren heeft ook in meerdere theaterproducties gestaan. Hij speelde onder meer Jamie in de theaterversie van Jonathan Harvey's Beautiful Thing, en in Mark Healey's bewerking van The Collector. Hij toerde ook in de Verenigde Staten met de Royal Shakespeare Company met de theaterproductie A Midsummer Nights Dream, waarin hij Francis Flute speelde.